# Bratovski Vrh
Bratovski Vrh – wieś w Chorwacji, w żupanii krapińsko-zagorskiej, w mieście Klanjec. W 2011 roku liczyła 67 mieszkańców.